# Pachycerianthus monostichus
Pachycerianthus monostichus is een Cerianthariasoort uit de familie van de Cerianthidae. De wetenschappelijke naam van de soort is voor het eerst geldig gepubliceerd in 1910 door McMurrich.